# دونینگن
دونینگن (به آلمانی: Dunningen) یک شهر در آلمان است که در روتوایل واقع شده‌است. دونینگن ۶٬۰۲۳ نفر جمعیت دارد.